# Київський псалтир (золота монета)
«Киї́вський псалти́р» — золота пам'ятна монета Національного банку України номіналом 100 гривень, присвячена 600-річчю створення видатної пам'ятки національної культури — Київському псалтирю (1397 рік).
Це — перша ювілейна монета, відкарбована на Монетному дворі НБУ.
Монету введено в обіг 22 січня 1998 року. Вона належить до серії «Духовні скарби України».

## Опис монети та характеристики
| Номінал грн. | Метал            | Маса, г       | Діаметр, мм | Якість виготовлення | Гурт    | Тираж, штук |
| ------------ | ---------------- | ------------- | ----------- | ------------------- | ------- | ----------- |
| 100          | золото 999 проби | 15,55 / 17,28 | 25,0        | пруф                | гладкий | 2 000       |

### Аверс
На аверсі монети зображено малий Державний Герб України над старовинним фоліантом. По колу розміщено стилізовані написи: вгорі «УКРАЇНА», внизу у два рядки «100 ГРИВЕНЬ». Зліва від номіналу дата 1997 — рік карбування монети, справа у два рядки розміщені позначення і проба дорогоцінного металу Au 900 та його вага у чистоті 15,55. Вся композиція обрамлена по колу геометричним мотивом.

### Реверс
На реверсі монети на тлі аркади розміщені зображення: Христос Пантократор у колі і титли «ІС-ХС» (угорі) та композиції мініатюр рукопису: біблійний цар Давид (справа) і фрагмент його псалмів (зліва); Спиридоній-писар (у центрі). Угорі по колу розміщено стилізований напис «КИЇВСЬКИЙ ПСАЛТИР», унизу дата «1397» — рік його написання.

## Автори
- Художник — Бєляєв Сергій.

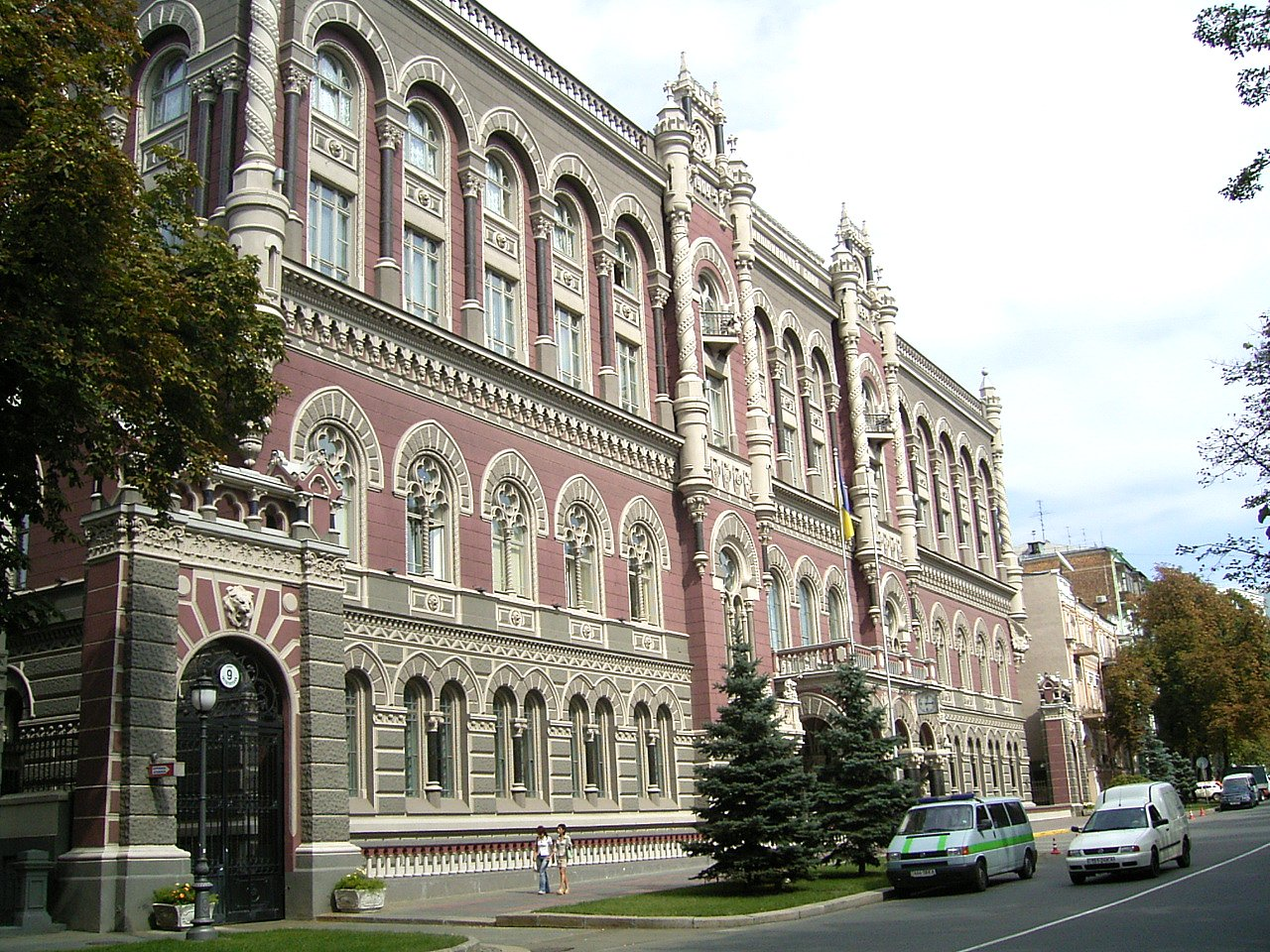
Будівля Національного банку України

- Скульптори: Дем'яненко Володимир (аверс), Чайковський Роман (реверс).

## Вартість монети
Ціна монети — 7 528 гривень, була вказана на сайті Національного банку України у 2011 році.
Фактична приблизна вартість монети, з роками змінювалася так:
| Рік        | 2010   | 2011   | 2012   | 2013   | 2014   | 2015   | 2016   | 2017   | 2018   | 2019   |
| ---------- | ------ | ------ | ------ | ------ | ------ | ------ | ------ | ------ | ------ | ------ |
| Ціна, грн. | 28 000 | 28 000 | 20 000 | 11 500 | 10 000 | 40 000 | 25 500 | 33 300 | 23 000 | 26 700 |
| Рік        | 2020   | 2021   | 2022   | 2023   | 2024   | 2025   |        |        |        |        |
| Ціна, грн. | 30 000 | 33 300 | 41 000 | 55 000 | 69 000 | 93 000 |        |        |        |        |